# ソフトフロントホールディングス
株式会社ソフトフロントホールディングス（英: Softfront Holdings）は、東京都千代田区に本社を置き、ソフトウェア開発を行う日本の企業。

## 概要
ソフトフロントホールディングスは、ビー・ユー・ジー創業メンバーの村田利文により、札幌駅前にIT企業が集積したサッポロバレー企業群の先駆け的に1997年にソフトフロントとして設立された。VoIP技術で拡大し、2002年には大阪証券取引所ナスダック・ジャパンに上場した。しかし営業不振が続き、生産性向上のため2014年に北海道から撤退した。その後Oakキャピタルから出資を受けてM&Aを進め、2016年には筆まめを買収したが、翌2017年には同社をソースネクストに売却した。

## 沿革
- 1997年 札幌市北区北7条西で株式会社ソフトフロントを設立[2]。
- 2002年 大阪証券取引所ナスダック・ジャパンに上場[2]。
- 2005年 東京オフィスを東京本社とし東京都港区赤坂に移転[2]。
- 2013年 東京証券取引所JASDAQ（グロース）に上場[2]。
- 2016年 持株会社化し株式会社ソフトフロントホールディングスに商号を変更[2]。
- 2017年 東京都千代田区永田町に本社を移転[2]。
- 2018年 東京証券取引所マザーズに上場[2]。
- 2019年 東京都千代田区三番町に本社を移転[2]。
- 2021年 株式会社サイト・パブリスを子会社化。
- 2022年 東京都千代田区九段南一丁目に本社を移転。